# Heinrich von Nathusius (Landwirt)

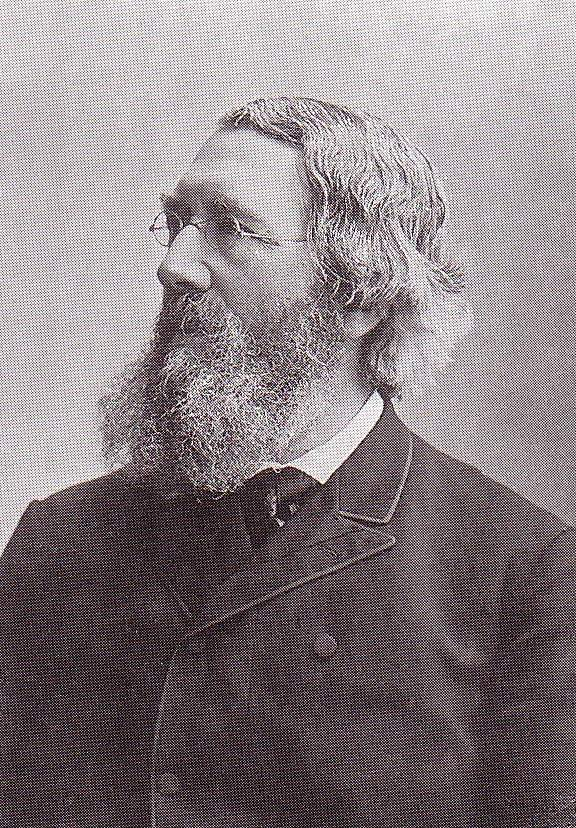
Heinrich Engelhard von Nathusius, ca. 1885

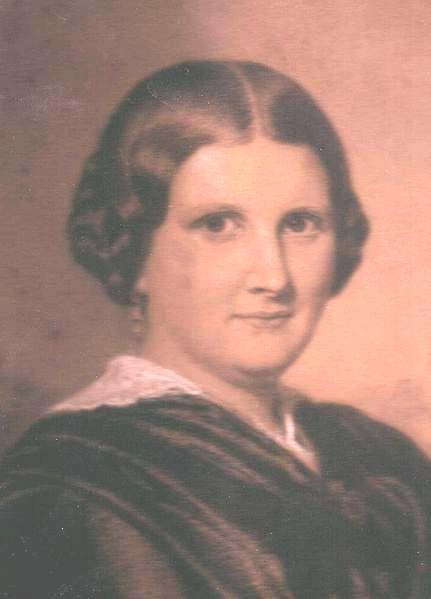
Luise von Nathusius, geb. Behmer (1827–1876), Ehefrau des Heinrich Engelhard von Nathusius

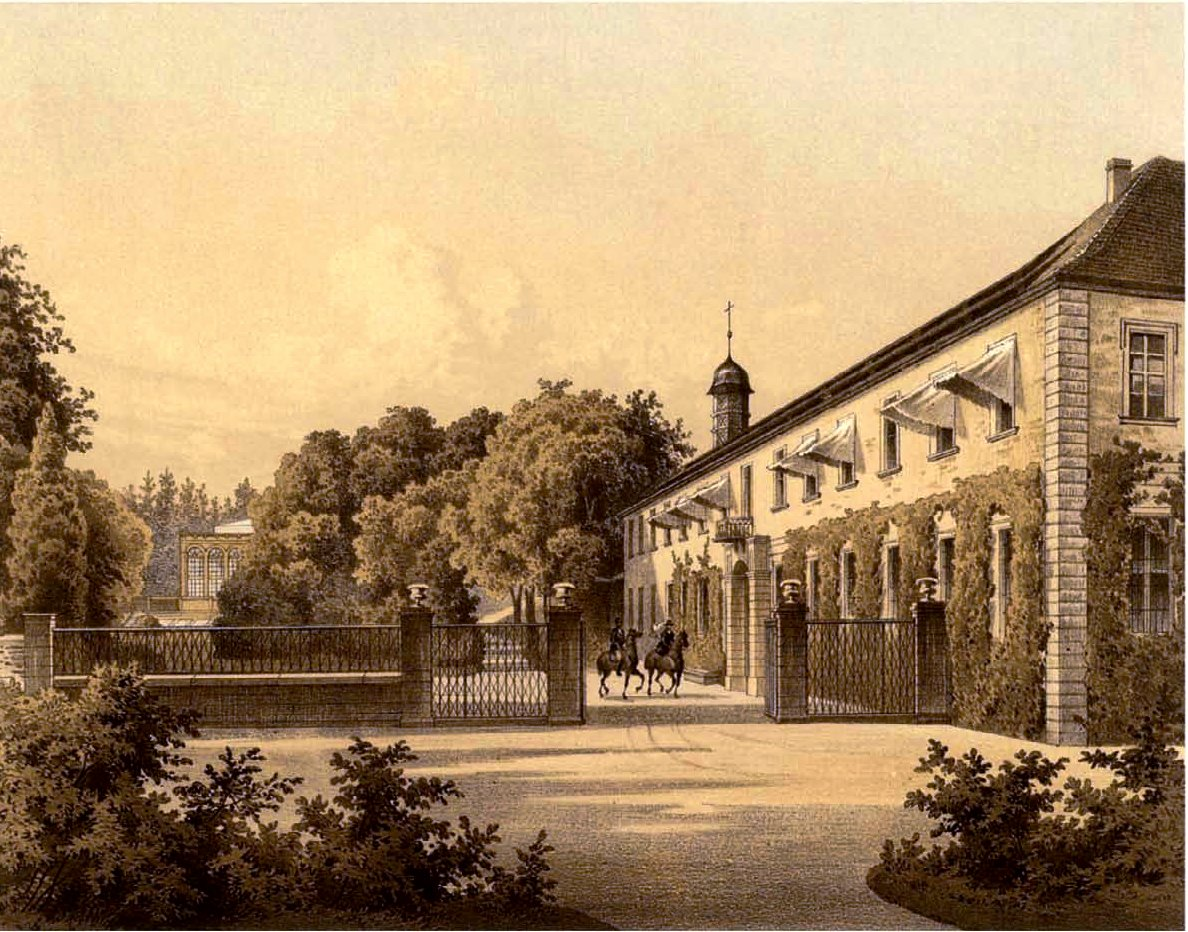
Das Wohngebäude des ehemaligen Klostergutes in Althaldensleben von der Gartenseite, ca. 1850

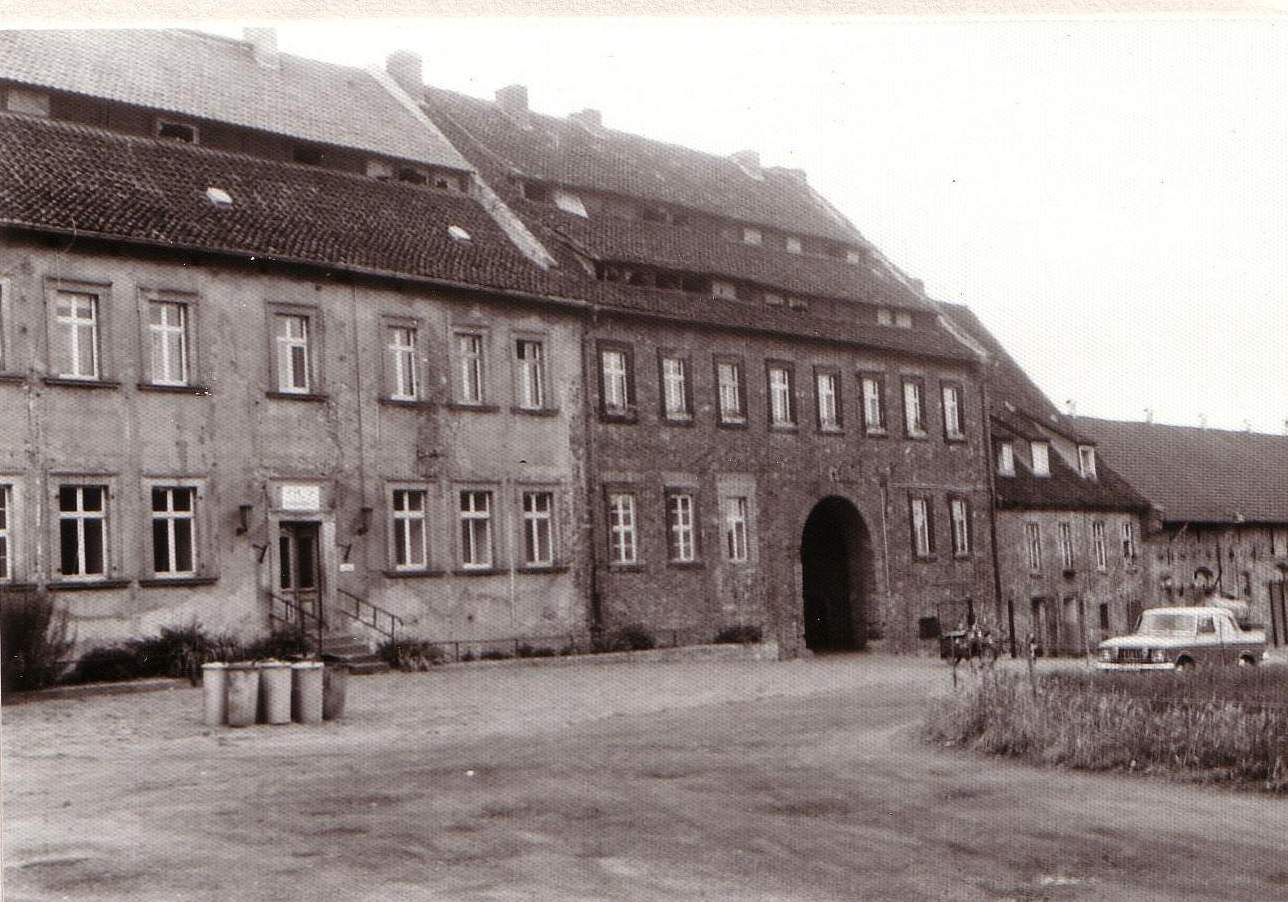
Wirtschaftshof des Gutes in Althaldensleben, um 1980

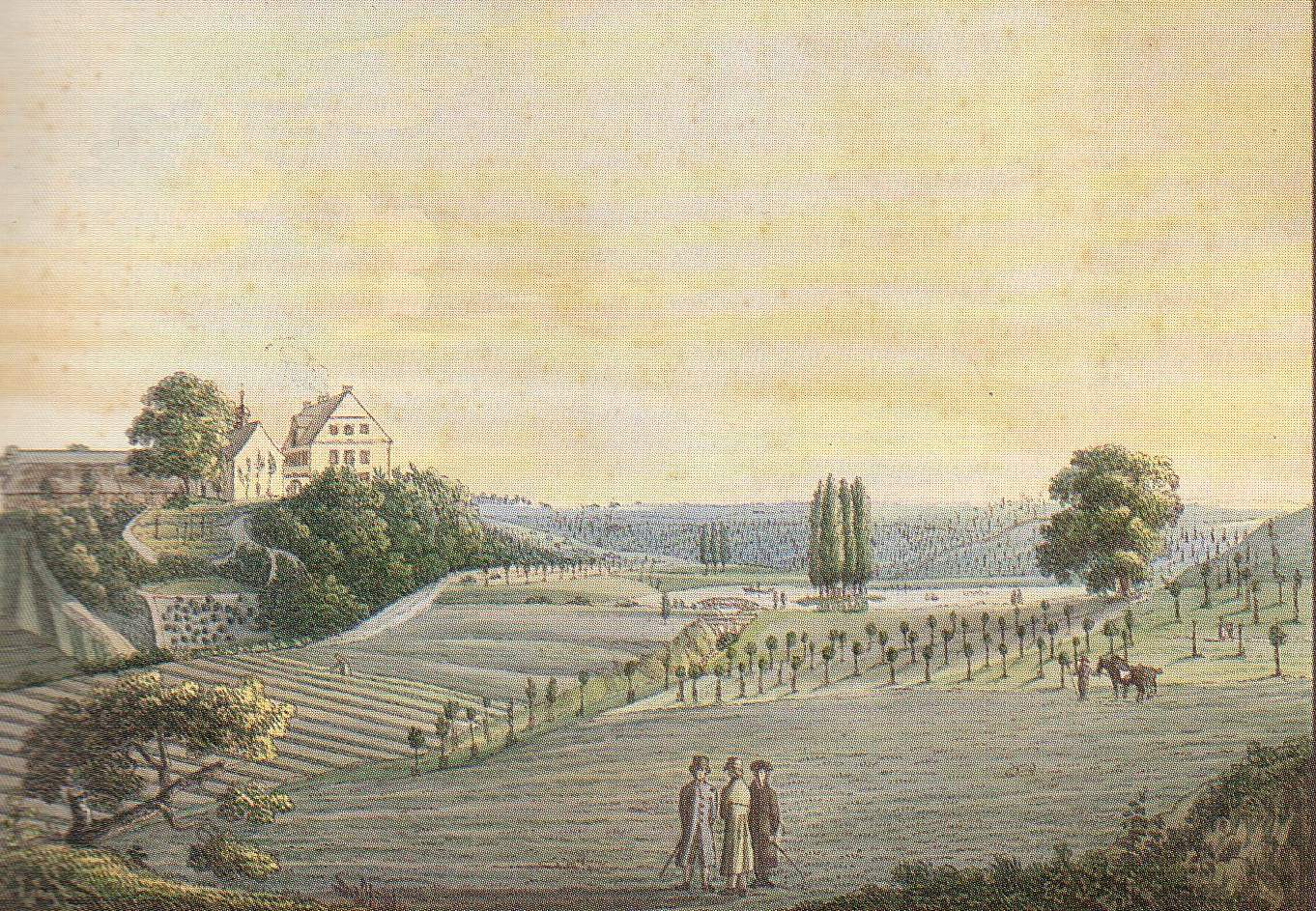
Blick auf Glüsig, handkolorierte Lithographie, ca. 1820.

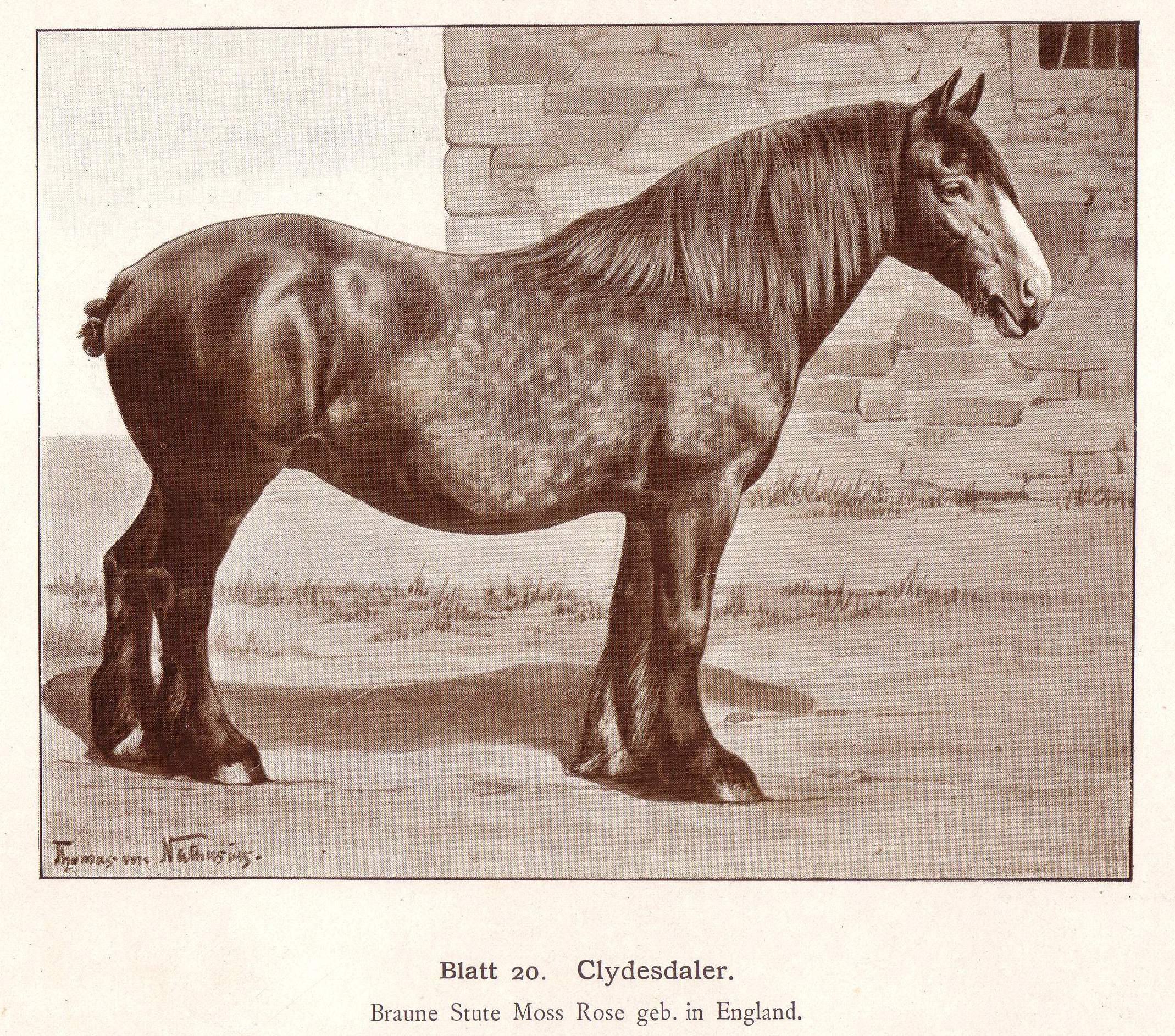
Clydesdale-Zucht, Stute, gemalt von Thomas von Nathusius, 1904

Heinrich Engelhard Nathusius, ab 1861 von Nathusius, (* 14. September 1824 in Althaldensleben; † 12. September 1890 Westerland, Sylt) war Rittergutsbesitzer, Züchter und Politiker. Er wurde 1861 in den Adelsstand erhoben.

## Jugend und Ausbildung
Heinrich von Nathusius war das siebte Kind und der sechste Sohn des Johann Gottlob Nathusius (1760–1835). Sein Vater war ein sehr wohlhabender Kaufmann und Fabrikant aus Magdeburg, die Vorfahren der Familie waren in der Ober- und Niederlausitz beheimatet. In der ersten Hälfte des 19. Jahrhunderts hatte Nathusius’ Vater mehrere Güter im Großraum Magdeburg erworben. Als erstes war im Juni 1810 das gerade säkularisierte Klostergut Althaldensleben gekauft worden, hier lebte seitdem die große Familie und hier wurde auch der Sohn Heinrich geboren. Seine Mutter war Luise, geb. Engelhard (1787–1875), eine Tochter der Dichterin Philippine Engelhard (1756–1831), geb. Gatterer, und eine Enkelin des Universalgelehrten und Historikers Johann Christoph Gatterer (1727–1799).
Nathusius erlebte mit seinen Geschwistern eine sorgenfreie Kindheit in Althaldensleben und dem nahegelegenen Schloss Hundisburg, ebenfalls Eigentum des Vaters. Wie damals üblich, wurde er von Hauslehrern erzogen. Von 1842 bis 1843 studierte er an der land- und forstwirtschaftlichen Akademie in Tharandt. In Folge unternahm er eine einjährige Forschungsreise in die Schweiz und nach Italien/Sizilien. Längere Zeit hielt er sich in Rom auf; aus dieser Zeit sind Skizzenbücher des malerisch talentierten Studenten erhalten.
Ab dem Frühjahr 1845 setzte Nathusius sein landwirtschaftliches Studium an der Universität Berlin fort. Außerdem betrieb er dort Kunststudien und erhielt eine Ausbildung in der hohen Reitschule. Im Sommer 1846 hielt er sich zu Studienzwecken in Kopenhagen auf. Gemäß der Familienüberlieferung hat er dem Altmeister Christian Daniel Rauch bei dessen Studien für die Reiterstatue Friedrich des Großen „Modell geritten“.

## Wirken auf dem ehemaligen Klostergut Althaldensleben
Nachdem bereits 1835 sein Vater gestorben war, hatte zunächst der ältere Bruder Philipp von Nathusius das Althaldenslebener Gut übernommen. Da dieser sich aber zunehmend seinen journalistischen Interessen und der Umsetzung seiner Vorstellungen zur Inneren Mission widmen wollte, kamen die Brüder 1849 überein, dass Heinrich von Nathusius (damals allerdings noch nicht geadelt) Gut und Herrenhaus übernehmen sollte. Das Althaldenslebener Vorwerk Glüsig blieb zunächst im Eigentum von Philipp von Nathusius, es wurde lediglich von ihm gepachtet.
Im Jahr 1852 unternahm Nathusius eine Reise nach England, um im damals landwirtschaftlich fortschrittlichsten Land Europas Anregungen zum modernen Ackerbau zu erhalten. In England kaufte er mehrere Shorthorn-Rinder sowie die neu entwickelten, komplizierten Drill- und Hackmaschinen, deren Nutzung (und damit die Drillkultur) er als erster in Preußen einführte. Nathusius gehörte auch zu den Wegbereitern der Dampfbodenkultur (der Bearbeitung des Bodens mit dem Dampfpflug). So entwickelte er den Betrieb in Althaldensleben (dazu gehörte auch die Gutsbrauerei Heinrich von Nathusius) zu einem weithin anerkannten und bekannten landwirtschaftlichen Mustergut.
Gemeinsam mit seinem auf Schloss Hundisburg wirtschaftenden Bruder Hermann von Nathusius (1809–1879) vollendete er den von seinem Vater geplanten und in der Grundstrukturen bereits angelegten rund 100 Hektar großen Landschaftspark zwischen den beiden Familiensitzen. Im Althaldenslebener Park ließ er ein neues Palmenhaus erbauen. Er verlagerte den Schwerpunkt der Gartengestaltung von der Burgstätte in die Niederung und konzipierte den heute wieder rekonstruierten Bleichhofgarten vor der Westfront des Herrenhauses.

## Tierzucht
Neben der Modernisierung im Ackerbau machte sich Nathusius auch in der Nutztierzucht einen Namen. In Kooperation mit seinen Brüdern Hermann Engelhard und August Engelhard von Nathusius (1818–1884) war er vor allem um die Verbesserung bestimmter Schaf- und Pferderassen bemüht und dabei erfolgreich. Seine Betätigung in der Schweinezucht war dagegen wohl nicht nachhaltig. 1882 importierte er das Poland-China-Schwein aus Nordamerika, eine dort gezüchtete Schweinerasse mittlerer Größe, die aus Kreuzungen einheimischer mit chinesischen und Berkshire-Schweinen entstandenen war. Diese Rasse schien ihm wegen hoher Fruchtbarkeit als zuchtgeeignet. Sie erwies sich allerdings als seuchenanfällig und konnte sich in Deutschland nicht durchsetzen.

### Schafzucht
Wohl über seinen Schwiegervater, Friedrich Albert Behmer (1790–1856), wurde Nathusius einer der wichtigsten Züchter von Merinoschafen in Deutschland. Unterstützt wurde er dabei auch von seinem Schwager, Rudolf Behmer (1831–1907). Er hielt Sächsische Merino-Schafe in einer Herde von bis zu 3.000 Tieren, züchtete auf hochwertigen Wollertrag. Ab 1863 benutzte er auch Rambouillet-Böcke zur Kreuzung mit französischen Merino-Muttertieren. Häufig machte er Reisen zu anderen Merino-Züchtern, so besuchte er 1879 die französische Stammherde, deren Tiere er züchtete.

### Pferdezucht
Bei der Pferdezucht befasste er sich zunächst mit Halbblut-Rassen. Später konzentrierte er sich auf die Zucht schwerer Pferde, die für die heimische Landwirtschaft von größerer Bedeutung waren – hierbei befasste er sich vorwiegend mit der Clydesdale-Rasse. Nathusius hielt das Clydesdale-Gestütsbuch für Deutschland. Seine Liebe zum edleren Halbblut bestand allerdings bis zu seinem Lebensende.

### Zuchttier-Ausstellungen
Durch das Züchten kam Nathusius etwa ab Anfang der 1860er Jahre mit dem damaligen Schauwesen, der Präsentation von Zuchttieren, in Berührung. Zunehmend erhielten zu der Zeit die regionalen landwirtschaftlichen Lokal- und Central-Vereine Mittel, um solche Ausstellungen, zunächst nur für Pferde und Rinder, später auch für Schafe, zu organisieren. Auch unter Nathusius’ Einfluss entstanden Distriktschauen, professioneller organisiert als die bisherigen Schau-Feste, und kurz danach auch Provinzialschauen. Die erste wurde 1880 in Magdeburg abgehalten und Nathusius war als Mitorganisator verantwortlich. Seine Erfahrungen und Kenntnisse von vergleichbaren Ausstellungen im Ausland kamen ihm dabei zugute.

## Wirken bei der D.L.G.
Im Jahr 1883 besuchte Max Eyth (1838–1906), der kurze Zeit später die Deutschen Landwirtschafts-Gesellschaft (D.L.G) gründen sollte, das Althaldenslebener Mustergut und dessen Eigentümer. Eyth gelang es, Nathusius zu einer Zusammenarbeit mit der von ihm geplanten D.L.G. zu überzeugen, sodass dieser ein Mitbegründer der D.L.G wurde. Nach der Gesellschaftsgründung 1885 übernahm Nathusius einen Vorstandsposition bei der D.L.G. und die Verantwortung für die Abteilung Tierzucht. Von 1886 bis 1890 war er 1. Vorsitzender dieses Bereiches. Er entwarf die erste Ausstellungsordnung für Tiere, die im Wesentlichen noch heute gültig ist.
In den vier Jahren seiner Tätigkeit erwarb er sich erhebliche Verdienste um die D.L.G. So vermerkte Max Eyth in Berlin am 6. Oktober 1890 in einem Brief: „… dem wenige Tage später ein doppelt schmerzlicher Todestag folgte. Heinrich von Nathusius-Althaldensleben, dem die D. L. G. und auch ich so viel zu danken haben, ist einem Schlaganfall im Seebad Sylt erlegen. Es ist ein schwerer Verlust für uns alle.“

## Politik und Funktionen
Im Jahre 1854 wurde Nathusius Mitglied des sächsischen Provinziallandtages. Von 1854 bis 1863 war er Landrat des Kreises Neuhaldensleben. 1860 wurde er Generalsekretär des Magdeburger Jockey-Clubs, später dessen geschäftsführender Direktor. Lange Jahre war er Amtsvorsteher in Althaldensleben. Darüber hinaus war Nathusius als ehrenamtlicher Direktor des Landwirthschaftlichen (Lokal-) Vereins im Kreise Neuhaldensleben und Umgegend (gegründet 1847, Mitglieder in 138 Ortschaften), als Mitglied im Vorstand des Landwirthschaftlichen Central-Vereins der Provinz Sachsen, als Mitglied des Magdeburger Vereins für Landwirthschaft und landwirthaftliches Maschinenwesen, als Vorsitzender des Komitees für die Berliner Mastvieh-Ausstellung sowie als Vorsitzender bzw. Präsident der Deutschen Viehzucht- und Heerdbuch-Gesellschaft tätig. Schließlich war er Ausschussmitglied der Magdeburg-Halberstädter-Eisenbahn-Gesellschaft und Vorsteher der Rettungshäuser für sittlich verwahrloste Kinder in Althaldensleben und Hillersleben.

## Familie
Am 13. September 1847 heiratete Heinrich Engelhard von Nathusius die Luise, geb. Behmer (1827–1876). Deren Vater war der bereits genannte Merziener Oberamtmann Friedrich Albert Behmer, ein bekannter Domänenpächter und Schafzüchter, die Mutter war Elise Engelhard (1800–1869), eine Schwester von Nathusius’ Mutter Luise, geb. Engelhard.
Eine jüngere Schwester der Luise Nathusius, geb. Behmer, die Johanne Behmer (1830–1903) heiratete den Kaufmann und Konsul in Alexandria (Ägypten), Karl Reuter (1822–1872), Sohn eines Brauereibesitzers und Bürgermeisters in Treptow. Dessen Tochter war die Schriftstellerin Gabriele Reuter (1859–1941), die die Geschichte ihrer Familie und die der Nathusius’ in dem Roman Grüne Ranken um alte Bilder aufgriff.
Weitere Geschwister der Luise von Nathusius, geb. Behmer, waren die Zwillingsbrüder, der bereits genannte Rudolf Behmer, Schäfereidirektor zu Berlin und Hermann Carl Behmer (1831–1915), der als Professor, Bildnis- und Geschichtsmaler wirkte. Ein Sohn des Letzteren war Marcus Behmer (1879–1958), ein Graphiker und Kunstzeichner.
Das Ehepaar Heinrich Engelhard und Luise von Nathusius hatte 13 Kinder, wovon eines jung starb. Die Tochter Anna Elisabeth von Nathusius (1855–1914) heiratete 1874 Ernst von Sommerfeld (1850–1917), einen späteren Generalmajor. Der Ehemann der Tochter Hanna Barbara von Nathusius (1859–1922) war Georg Friedrich von Kleist (1852–1923), General der Kavallerie und Mitglied des preußischen Herrenhauses. Das elfte Kind des Heinrich von Nathusius war Simon von Nathusius (1865–1913), der Hochschullehrer in Halle und Verfasser vieler wissenschaftlicher Werke zur Haustierzucht wurde.
Neben den bereits erwähnten Brüdern, Hermann Engelhard, Philipp Engelhard und August Engelhard von Nathusius, sind zwei weitere Geschwister in Politik und Wissenschaft oder mit sozialem Engagement erfolgreich gewesen: Wilhelm Engelhard von Nathusius (1821–1899) und Johanne Philippine Nathusius (1828–1885).

## Veröffentlichungen
- Landwirthschaftliches Thier-Album in Photographien. Die Internationale landwirthschaftliche Ausstellung in Hamburg 1863. Unter Mitwirkung von Wiegandt, Hempel und Parey (Hrsg./Verlag), Berlin 1863.
- Bemerkungen über Lichtbilder von Thieren. In: Zeitschrift des landwirthschaftlichen Central-Vereins der Provinz Sachsen. Nr. 21, 1864, S. 82–84.
- Über die Lage der Landes-Pferdezucht in Preußen. Wiegandt und Hempel, Berlin 1872.
- Mittheilungen über Dampfbodenkultur, auf dem Congress deutscher Landwirthe. In: Zeitschrift des landwirthschaftlichen Central-Vereins der Provinz Sachsen. Nr. 31, 1874, S. 101–104.
- Das schwere Arbeitspferd mit besonderer Rücksicht auf den Clydesdale. Reiseeindrücke, Erfahrungen und Betrachtungen. P. Parey, Berlin 1882.
- Das Tabacksmonopol nach der Vorlage der Regierung. 1882.
- Die landwirtschaftlichen Verhältnisse der Umgegend von Magdeburg. In: Festschrift für die Mitglieder und Theilnehmer der 57. Versammlung Deutscher Naturforscher und Ärzte. Herausgegeben im Auftrage des geschäftsführenden Ausschusses von Rosenthal, Faber'sche Buchdruckerei, 1884, S. 135–145.
- Über die Zucht schwerer Arbeitspferde und die Mittel zu ihrer Beförderung in Preussen. P. Parey, Berlin 1885. Digitalisat
- Viehzucht und Rassekenntnis. Berlin 1890. Zitiert in: Simon von Nathusius (Hrsg.): Schwarzenecker's Pferdezucht. 5. Auflage. Parey, Berlin/Halle 1910, S. 1.

## Genealogie
- Königliches Herolds-Amt (Hrsg.), Marcelli Janecki (Red.): Handbuch des Preußischen Adels. Erster Band, Ernst Siegfried Mittler und Sohn, Berlin 1892, S. 419 ff.
- Walter von Hueck, Friedrich Wilhelm Euler, Et. al.: Genealogisches Handbuch der Adeligen Häuser B (Briefadel). 1974. Band XI, Band 57 der Gesamtreihe GHdA, Hrsg. Deutsches Adelsarchiv, C. A. Starke, Limburg a. d. Lahn 1974, S. 320.